# Czyż żółtolicy
Czyż żółtolicy (Spinus yarrellii) – gatunek małego ptaka z rodziny łuszczakowatych (Fringillidae). Endemit Brazylii. Jest narażony na wyginięcie.

## Systematyka
Gatunek ten jako pierwszy opisał John James Audubon w 1839 roku, nadając mu nazwę Carduelis yarrellii. Obecnie umieszczany jest w rodzaju Spinus. Nie wyróżnia się podgatunków.

## Morfologia
Niewielki ptak o rozmiarze ciała 10 cm, o jasnożółtym brzuchu, szyi i policzkach, czarnej czapce na głowie i krótkim szaroczarnym, lekko rozwidlonym ogonie. Podobnie jak u większości ptaków z rodzaju Spinus czyż żółtolicy ma czarne skrzydła z wyraźną żółtą opaską na piórach lotnych. Samica różni się od samca mniej intensywnymi kolorami i brakiem czarnej czapki na głowie. Dziób mają szpiczasty, szarostalowy.

## Zasięg występowania
Czyż żółtolicy występuje na kilkudziesięciu stanowiskach w północno-wschodniej Brazylii (w stanach Alagoas, Pernambuco, Piauí i Bahia) oraz w północnej Wenezueli (stan Carabobo). Skrajnie nieliczną populację wenezuelską utworzyły prawdopodobnie osobniki, które uciekły z niewoli, jednak od kilku dekad brak jest potwierdzonych stwierdzeń na terenie tego kraju (stan w roku 2016).

## Ekologia
Czyż żółtolicy występuje na obrzeżach wilgotnego lasu, w lasach wtórnych, w formacji caatinga, na plantacjach kawy, w granicach upraw, a także na obrzeżach terenów zurbanizowanych, na wysokościach do 500 m n.p.m. Brak danych o rozmnażaniu.

## Status i ochrona
W Czerwonej księdze gatunków zagrożonych IUCN czyż żółtolicy od 1994 roku jest klasyfikowany jako gatunek narażony (VU, Vulnerable). Liczebność populacji szacowana jest na 6000–15 000 dorosłych osobników. Trend liczebności populacji jest spadkowy. Głównym zagrożeniem dla gatunku jest nielegalny odłów w celach handlowych. Gatunek jest prawnie chroniony zarówno w Brazylii, jak i w Wenezueli. Jest wymieniony w II załączniku konwencji CITES.
Organizacja BirdLife International wymienia 18 ostoi ptaków IBA, w których ten gatunek występuje, 17 w Brazylii (m.in. Park Narodowy Serra da Capivara, Park Narodowy Catimbau, Rezerwat ekologiczny Maurício Dantas, Rezerwat Pedra Talhada) i 1 w Wenezueli (Park Narodowy Henri Pittier).